# Auzeville-Tolosane
Auzeville-Tolosane é uma comuna francesa na região administrativa da Occitânia, no departamento do Alto Garona. Estende-se por uma área de 6.66 km², com 4.092 habitantes, segundo o censo de 2018, com uma densidade de 610 hab/km².